# Cleo (serie televisiva)
Cleo è una serie televisiva commedia svedese in tre stagioni, ognuna composta da nove episodi. La serie fu mandata in onda da SVT, le prime due stagioni nel 2002 e la terza nel 2003.
Il nome della serie viene dal nome della protagonista Cleopatra "Cleo" Andersson.
Al Monte-Carlo TV Festival del 2004 Cleo vinse 3 premi nelle categorie delle commedie (Outstanding Actor, Outstanding Actress e Outstanding European Producer).